# 攀岩！ -Climbing Girls-
《攀岩！ -Climbing Girls-》，是石坂リューダイ創作的日本漫畫，在Cygames的網路漫畫平台CyComi連載。第一部自2017年12月連載至2019年5月，第二部《攀岩！！ -Try a new climbing-》（日语：いわかける!! -Try a new climbing-）自2019年6月起連載。全12集電視動畫於2020年10月至12月播放。

## 劇情大綱
笠原好曾是世界級的電子競技好手，但遊戲成癮的她也因此荒廢學業。她在戒了遊戲後進入花宮女子高校，希望認真念書並培養其他興趣。某日，她對校內的室內攀岩牆感到好奇，並試圖攀上，雖然她的體力欠佳，但她在遊戲方面的才能幫助她迅速找到便捷省力的攀登路徑，在成功登上頂端後，笠原好受到攀岩社社長四葉幸與賞識，被邀請加入攀岩社。之後，笠原好代表攀岩社參加賽事，與其它學校的攀岩好手一同較勁，朝向全國第一的目標邁進。

## 角色

### 花宮女子高校
笠原好（聲：上坂堇）
上原隼（聲：石川由依）
四葉幸與（聲：鈴木愛奈）
杉浦野野華（聲：富田美憂）

### 久里川高校
岩峰一愛（聲：小松未可子）
熊谷千草（聲：國立幸）
佐藤丸乃（聲：花守由美里）

### 聖卡特爾諾高校
藤田真澄（聲：植田千尋）
沙村里奈（聲：御堂大麗）
大場久怜亞（聲：Machico）

### 國令館高校
來栖安妮（聲：田村由香里）
紅花一文（聲：礒部花凜）

### 松橋高校
内村茜（聲：藤田茜）
新島香（聲：寺崎裕香）

### 其他
後藤十三（聲：子安武人）
後藤菊子（聲：原田彩楓）
藤村明日香（聲：小清水亞美）

## 電視動畫
2020年4月24日，官方宣布作品將改編為電視動畫，題名為《攀岩少女！》（いわかける！ -Sport Climbing Girls-），同年10月4日首播。

### 製作人員
- 原作：
- 監督：網野哲郎[2]
- 助監督：松川朋弘
- 系列構成：待田堂子[2]
- 人物設計：渡邊義弘（日语：渡辺義弘）[2]
- 副人物設計：谷口元浩
- 總作畫監督：渡邊義弘、谷口元浩、寺尾憲治
- 道具設計：三橋櫻子
- 設計工作：若山溫
- 美術設定：高橋麻穗
- 美術監督：細井友保
- 色彩設計：有尾由紀子
- 攝影監督：蒲原有子
- 剪輯：新居和弘
- 音響監督：濱野高年
- 音樂：伊藤翼[2]
- 動畫製作：BLADE[2]
- 製作協力：WIT STUDIO、STUDIO MASSKET

### 主題曲
片頭曲《更高》（もっと高く）
作詞：浅田秀之；作曲：浅田秀之、栗山健太；編曲：IKW；主唱：鈴木愛奈
第12話作片尾曲使用。
片尾曲《LET'S CLIMB↑》
作詞：安藤紗々；作曲、編曲：神田ジョン
主唱：
第1、2、6、8話：花宮女子攀岩部［笠原好（上坂堇）、上原隼（石川由依）、四葉幸與（鈴木愛奈）、杉浦野野華（富田美憂）］
第3、4、10話：笠原好（上坂堇）
第5話：杉浦野野華（富田美憂）
第7、9話：上原隼（石川由依）
第11話：四葉幸與（鈴木愛奈）
第12話未使用。

### 各話列表
| 話數   | 日文標題 | 中文標題   | 劇本     | 分鏡     | 演出     | 總作畫監督                   | 作畫監督                                                                                  |
| ------ | -------- | ---------- | -------- | -------- | -------- | ---------------------------- | ----------------------------------------------------------------------------------------- |
| 第1壁  |          | 岩石謎題   | 待田堂子 | 網野哲郎 | 松川朋弘 | 渡邊義弘                     | 小田裕康、三橋櫻子                                                                        |
| 第2壁  |          | 相信自己   | 守護音美 | 網野哲郎 | 球野貴裕 | 寺尾憲治                     | 浪上悠里、井上貴騎、鈴木彩乃 佐佐木幸惠、STUDIO MASSKET                                   |
| 第3壁  |          |            | 梧桐翔大 | 沖田宮奈 | 堀内直樹 | 谷口元浩                     | 永田正美、向山祐治、門智昭                                                                |
| 第4壁  |          | 攀岩強者   | 横谷昌宏 | 松川朋弘 | 松川朋弘 | 寺尾憲治                     | 飯飼一幸 、福田周平、龍口弘喜 手島勇人、STUDIO MASSKET                                    |
| 第5壁  |          |            | 守護音美 | 筑紫大介 | 筑紫大介 | 谷口元浩                     | STUDIO MASSKET                                                                            |
| 第6壁  |          |            | 梧桐翔大 | 球野貴裕 | 球野貴裕 | 寺尾憲治                     | 三橋櫻子、井上貴騎、浪上悠里 手島勇人、永田正美                                           |
| 第7壁  |          |            | 橫谷昌宏 | 沖田宮奈 | 江島泰男 | 谷口元浩                     | 永田正美、向山祐治、門智昭                                                                |
| 第8壁  |          |            | 守護音美 | 松川朋弘 | 菱川直樹 | 渡邊義弘                     | 羽野廣範、吉田肇、虞劍 葛歡、スタジオ24FPS                                                |
| 第9壁  |          | 攀岩貴公主 | 梧桐翔大 | 長濱亘彦 | 長濱亘彦 | 谷口元浩                     | 齋藤佳子、齋藤香織、清水勝祐 神田岳、後藤潤二、石動仁 中島美子                            |
| 第10壁 |          |            | 横谷昌宏 | 球野貴裕 | 球野貴裕 | 西田美彌子                   | STUDIO MASSKET                                                                            |
| 第11壁 |          | 15秒的岩壁 | 待田堂子 | 沖田宮奈 | 堀内直樹 | 谷口元浩                     | 永田正美、向山祐治 STUDIO MASSKET                                                         |
| 第12壁 |          |            | 待田堂子 | 網野哲郎 | 松川朋弘 | 渡邊義弘 寺尾憲治 西田美彌子 | 小田裕康、三橋櫻子、井上貴騎 浪上悠里、手島勇人、山﨑香 志賀道憲、永田正美 STUDIO MASSKET |

### 藍光版
| 卷數 | 發售日期     | 收錄話數      | 規格編號  |
| ---- | ------------ | ------------- | --------- |
| 1    | 2021年1月8日 | 第1話－第4話  | BIXA-1301 |
| 2    | 2021年2月3日 | 第5話－第8話  | BIXA-1302 |
| 3    | 2021年3月3日 | 第9話－第12話 | BIXA-1303 |

### 播放電視台
日本深夜動畫：下文記載的日本国内播放時間使用日本標準時間（UTC+9）表示。因為部分時間标识會採用30小时制，因此請留意这类超过24:00的时间，其實際播放時間為翌日清晨。
| 播放地區   | 播放電視台     | 播放日期                | 播放時間（UTC+9）         | 所屬聯播網 | 備註         |
| ---------- | -------------- | ----------------------- | ------------------------- | ---------- | ------------ |
| 近畿廣域圈 | 朝日放送電視台 | 2020年10月3日－12月19日 | 星期六 26時00分－26時30分 | 獨立UHF局  | ANiMAZiNG!!! |
| 關東廣域圈 | 朝日電視台     | 2020年10月3日－12月19日 | 星期六 26時00分－26時30分 | 獨立UHF局  |              |
| 日本全國   | AT-X           | 2020年10月4日－12月20日 | 星期日 22時00分－22時30分 | 衛星電視   |              |

## 外部連結
- 漫畫官方網站（日語）
- 電視動畫官方網站（日語）